# (268) Adorea
(268) Adorea ist ein Asteroid des äußeren Hauptgürtels, der am 8. Juni 1887 vom französischen Astronomen Alphonse Louis Nicolas Borrelly am Observatoire de Marseille entdeckt wurde.
Der Asteroid wurde benannt nach adorea liba, den aus Mehl und Salz hergestellten Fladen, die die Römer ihren Göttern opferten. Im „Astronomischen Kalender“ wurde die Benennung heftig kritisiert: „Der Asteroid hat mittlerweile den Namen Adorea erhalten, womit die Römer die leichten flachen Kuchen aus Mehl und Salz bezeichneten, welche sie den Göttern opferten. Wir haben also jetzt neben einem Büchertitel [(141) Lumen], einem Romanhelden [(152) Atala] und der Götternahrung [(193) Ambrosia] auch noch eine Opferspeise durch die Asteroiden am Himmel verewigt erhalten: fürwahr wohl die beste denkbare Satire auf die Grundsätze, die in den letzten Jahren beim Benennen dieser Himmelskörper massgebend geworden sind.“
Aufgrund der Bahneigenschaften wird (268) Adorea zur Themis-Familie gezählt.

## Wissenschaftliche Auswertung
Aus Ergebnissen der IRAS Minor Planet Survey (IMPS) wurden 1992 Angaben zu Durchmesser und Albedo für zahlreiche Asteroiden abgeleitet, darunter auch (268) Adorea, für die damals Werte von 139,9 km bzw. 0,04 erhalten wurden. Eine Auswertung von Beobachtungen durch das Projekt NEOWISE im nahen Infrarot führte 2011 zu vorläufigen Werten für den Durchmesser und die Albedo im sichtbaren Bereich von 140,6 km bzw. 0,04. Nachdem die Werte nach neuen Messungen mit NEOWISE 2012 auf 144,6 km bzw. 0,04 geändert worden waren, wurden sie 2014 auf 139,6 km bzw. 0,04 korrigiert. Nach der Reaktivierung von NEOWISE im Jahr 2013 und Registrierung neuer Daten wurden die Werte 2016 angegeben mit 125,8 km bzw. 0,05, diese Angaben beinhalten aber hohe Unsicherheiten.
Eine spektroskopische Untersuchung von 820 Asteroiden zwischen November 1996 und September 2001 am La-Silla-Observatorium in Chile ergab für (268) Adorea eine taxonomische Klassifizierung als X-Typ.
Photometrische Messungen des Asteroiden fanden erstmals statt am 25. und 28. März 1979 am La-Silla-Observatorium. Die Daten konnten damals nicht zu einer Rotationsperiode ausgewertet werden. Weitere Beobachtungen erfolgten vom 4. bis 7. Februar 1995 durch einen Amateurastronomen in Texas. Aus der aufgezeichneten Lichtkurve wurde für die Rotationsperiode ein wahrscheinlichster Wert von 9,4 h abgeleitet. Aber auch längere Perioden bis zum Doppelten dieses Wertes wurden als möglich angesehen. Aus Beobachtungen der Jahre 1977, 1979 und 1995 konnte auch in der Ukraine für (268) Adorea eine Rotationsperiode von 9,4380 h abgeleitet werden. Es wurde daneben eine Position für die Rotationsachse nahezu in der Ebene der Ekliptik gelegen sowie die Achsenverhältnisse eines dreiachsig-ellipsoidischen Gestaltmodells für den Asteroiden berechnet.
Neue Messungen vom 23. Februar bis 2. März 2006 am Santana Observatory und an der Goat Mountain Astronomical Research Station (GMARS), beide in Kalifornien, widerlegten jedoch alle diese Möglichkeiten, denn nun konnte eine Periode von 7,80 h bestimmt werden. Dieses Ergebnis wurde durch weitere Beobachtungen bestätigt: Eine vom 27. Januar bis 11. Mai 2022 am Old Orchard Observatory in Großbritannien aufgezeichnete Lichtkurve wurde zu einer Rotationsperiode von 7,7952 h ausgewertet, während Messungen vom 8. Juli bis 8. August am Organ Mesa Observatory in New Mexico zu einer Periode von 7,7982 h führten.
Aus archivierten Daten des Asteroid Terrestrial-impact Last Alert System (ATLAS) aus dem Zeitraum 2015 bis 2018 konnte in einer Untersuchung von 2022 mit der Methode der konvexen Inversion eine Rotationsperiode von 7,7997 h bestimmt werden.
Abschätzungen von Masse und Dichte für (268) Adorea ergaben in einer Untersuchung von 2012 eine Masse von etwa 3,25·1018 kg und mit einem angenommenen Durchmesser von etwa 140 km eine Dichte von 2,24 g/cm³ bei einer Porosität von 19 %. Die Werte besitzen eine hohe Unsicherheit von ±69 %.